# Burg Baesweiler

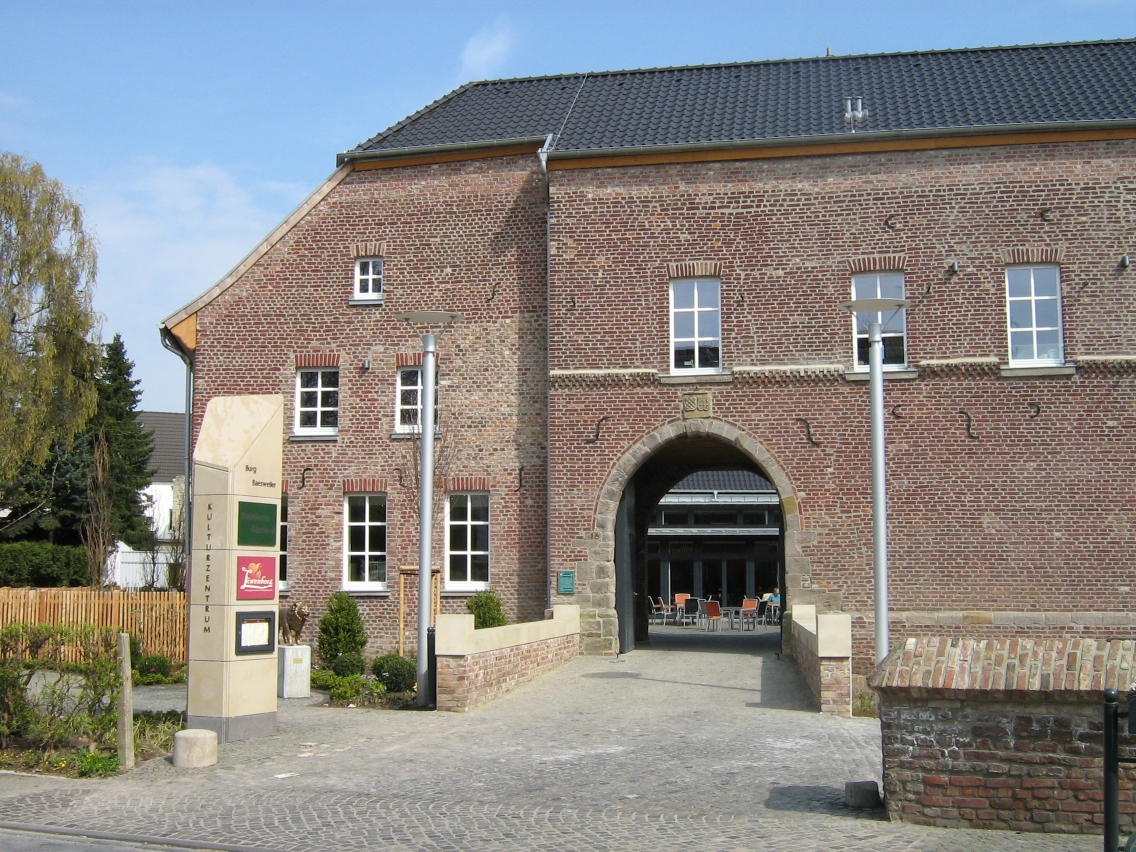
Kulturzentrum Burg Baesweiler, Frontansicht, April 2006

Die Burg Baesweiler ist eine Burganlage in der Stadtmitte Baesweilers in der Städteregion Aachen. Die ehemalige Wasserburg steht seit 1988 unter Denkmalschutz und wird seit März 2006 als Kulturzentrum nebst Stadtbücherei, einer Sammlung von Ritterrüstungen und einem Gastronomiebereich mit regelmäßigen Veranstaltungen wie Kabarett, Konzerten, Ausstellungen und Kommunalkino genutzt. Wahrzeichen der Burg und der Stadt ist eine metallene Löwenplastik.

## Baubeschreibung
Die Burg Baesweiler ist eine zweigeschossige Vierflügelanlage aus Backstein auf trapezförmigem Grundriss und das Beispiel eines für das Rheinland typischen Vierseithofs. Anhand der Tatsache, dass ihr einstiges Wohnhaus baulich direkt mit den ehemaligen Wirtschaftsgebäuden verbunden ist, lässt sich ablesen, dass die Anlage früher der Sitz einer Familie aus niederem Landadel war, da bei hochadeligen Residenzen die räumliche Trennung von Herrenhaus und Ökonomiegebäuden üblich war .
Eine steinerne Brücke führt zum spitzbogigen Hauptportal der Burganlage, das von einer Blausteinfassung eingerahmt und mit den Wappen der Familien „von Randerath“ (ehemals „von Randeradt“) und „von Schilling“ gekrönt ist. Zur Seite des Innenhofs gelegen befindet sich über dem Torbogen eine Galerie als Zugang zu den Räumen im Obergeschoss der Burg.
Den ältesten Teil der heutigen Anlage bildet ein schlichtes Wohnhaus mit Eckquaderung aus dem 16. Jahrhundert, das sich nördlich dem Eingangsportal anschließt. Ihm angebaut ist ein achteckiger, hofseitig gelegener Treppenturm, der noch im 18. Jahrhundert eine schlanke Zwiebelhaube trug. Die übrigen Flügel der Burganlage – die ehemaligen Wirtschaftsgebäude – stammen in ihrer Bausubstanz mehrheitlich aus dem 18. und 19. Jahrhundert.

## Geschichte
Die Ursprünge der Burg liegen in einem befestigten Hofgut, das ein Jülich'sches Lehen war. Seine Erbauer waren die Herren von Baesweiler, die sich, wie damals üblich, nach ihrem Wohnsitz nannten. Nach ihrem Aussterben kam der Besitz zunächst an die Familie der „Broich von Husen“ und in den sich anschließenden nächsten zwei Jahrhunderten an zahlreiche weitere Besitzer.
Zu Beginn des 16. Jahrhunderts verkaufte Johann von Hillensberg das Anwesen an Johann von Randerath, der ein Nachfahr der ehemaligen Edelherren von Randerath und bereits im Besitz des benachbarten Lehens Floverich war. Sein jüngerer Sohn Jacob ließ das Hofgut gemeinsam mit seiner Frau Anna von Schilling in den 1560er Jahren zu einer Wasserburg aus- und umbauen, wovon deren gemeinsames Ehewappen über der heutigen Toreinfahrt Zeugnis gibt. Ihr einziger Sohn Johann erreichte 1567/68 die Umwandlung des Besitzes von einem Mannlehen zu einem gemeinen Lehen und sorgte auf diese Weise dafür, dass fortan auch weibliche Familienmitglieder erbberechtigt waren. Im Jahre 1578 tauschte Johann von Randerath (1582 vermählt mit Agnes von Reuschenberg zu Lüppenau) die Burg Baesweiler und das Haus Floverich mit seinem Cousin 3. Grades Hermann von Randerath (Enkel des Hermann von Randerath und der Elise von Horrich) gegen das Haus Horrig bei Süggerath.
Mit Hermanns Sohn Johann, der im Oktober 1596 durch Herzog Johann Wilhelm von Jülich-Kleve-Berg mit der Burg Baesweiler belehnt wurde, begann ab 1608 jedoch der allmähliche Niedergang der Familie von Randerath und damit ihres Besitzes. Gründe dafür sind vor allem in den zahlreichen kriegerischen Verwicklungen Baesweilers als Teil des Jülicher Landes zu suchen. Sowohl der Jülich-Klevische Erbfolgestreit als auch der Dreißigjährige Krieg brachten mehrmals Plünderungen der Burg sowie der dazugehörigen Ländereien mit sich, die in immer höheren Schulden der Burgbesitzer mündeten.
Nach dem Tod Johanns von Randerath 1633 trat sein Sohn Werner ein bereits hoch verschuldetes Erbe an und musste weitere Pfandschaften auf den Baesweiler und Flovericher Besitz aufnehmen, um für das Auskommen seiner Familie zu sorgen. Nach seinem Tod im Jahre 1659 hinterließ er fünf unmündige Kinder, für deren Lebensunterhalt seine Witwe Elisabeth Stück um Stück des Landbesitzes veräußern musste.
Nachdem Elisabeths Söhne Ludger Hermann und Jost Emund von Randerath mündig geworden waren, sahen sie sich dazu gezwungen, das Lehen Floverich 1682 an das Kartäuserkloster Vogelsang bei Jülich zu verkaufen. Das verbliebene Baesweiler Lehen war aber zu klein, um den beiden ein Auskommen zu bieten. Sie begaben sich in fremde Kriegsdienste, um auf diese Weise ein Einkommen zu haben, während sie die Burg und die dazugehörigen Ländereien verpachteten.
Ludger Hermann von Randerath fiel im Kampf gegen die Türken auf Morea, und so wurde Jost Emund alleiniger Besitzer der Baesweiler Burg. Er bemühte sich, den Familienbesitz zu halten, letztendlich jedoch ohne Erfolg, denn nach seinem Tod 1711 verkaufte sein Erbe Reiner de Mathajon die Burganlage im Februar 1713 an den Freiherren Franz Carl von Nesselrode zu Ehreshoven.
Dieser ließ die stark verfallene und überalterte Burg ab 1715 renovieren und umgestalten, um „ein bestendig und das nobelste Halffmansguth, so im Land zu finden“ sein Eigen nennen und anschließend gewinnbringend zu landwirtschaftlichen Zwecken verpachten zu können.

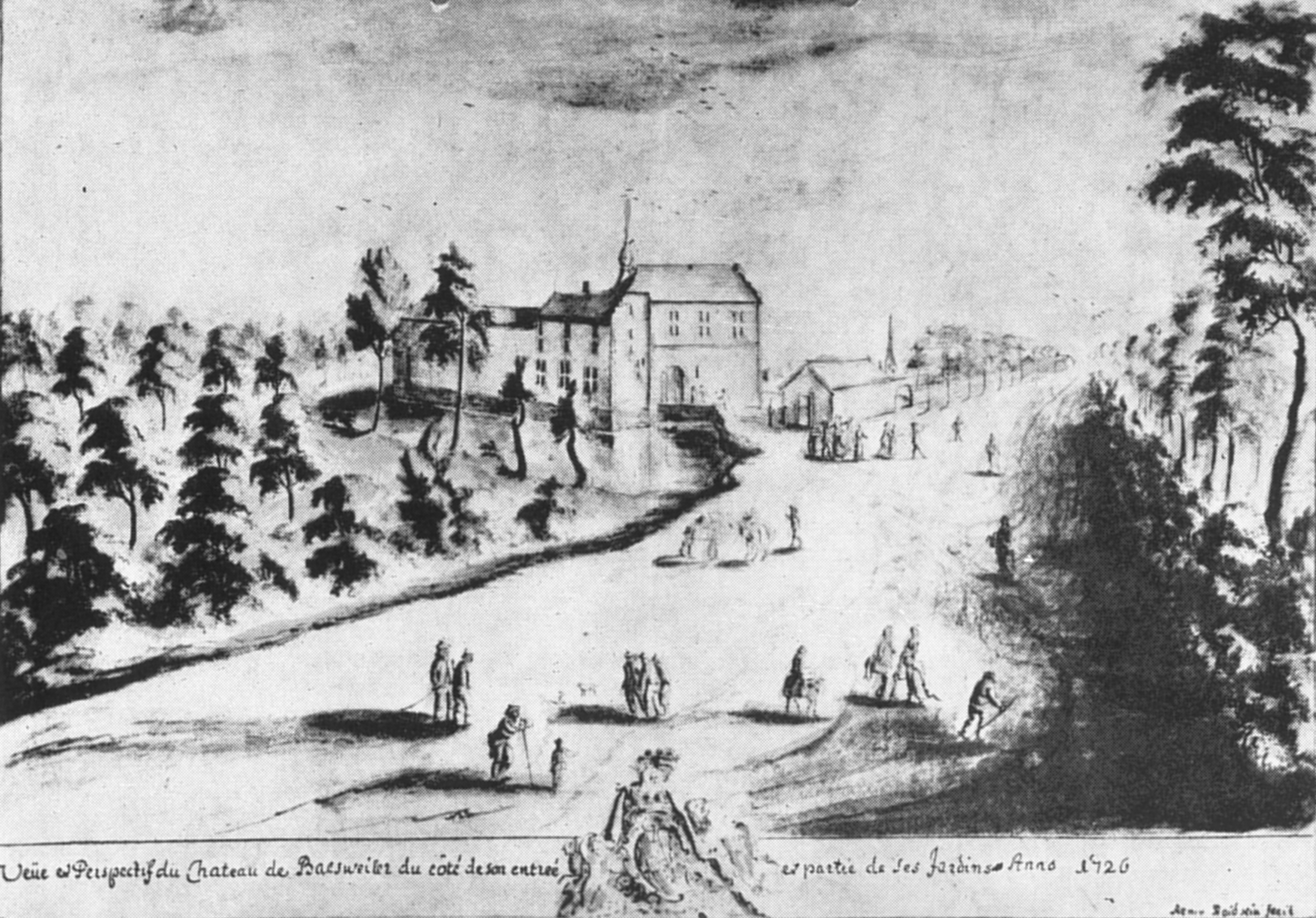
Tuschezeichnung der Burg Baesweiler von Renier Roidkin aus dem Jahr 1726

Aus der Zeit kurz nach dem Umbau sind zwei getuschte Federzeichnungen des Malers Renier Roidkin von 1726 erhalten, die über den damaligen Zustand der Anlage Auskunft geben. Demnach besaß das giebelständige Herrenhaus zu jener Zeit dem Burgtor zugewandte, schmale Schießscharten mit Hausteinfassungen, die in späterer Zeit durch Fenster ersetzt wurden. An der Nordseite des Wohnhauses befanden sich im Untergeschoss drei große Kreuzsprossenfenster. Positioniert waren sie unterhalb eines Klötzchensfrieses, der heute nur noch zum Teil erhalten ist, da er zugunsten von größeren Fenstern in späteren Jahren stellenweise entfernt wurde. Im Obergeschoss des Wohnhauses sorgten drei schmale, geteilte Fenster mit Hausteinfassung für Tageslicht. Der heutige Ostflügel stammt auch aus den Umbaumaßnahmen des 18. Jahrhunderts; ebenso wie die hofseitige Galerie über der Toreinfahrt, die wohl auf alten Grundmauern neu errichtet wurde.
Während der Umbaumaßnahmen wurde der Burgweiher teilweise verkleinert, um so für größere Wirtschaftsgebäude Platz zu schaffen. Im Süden der Burganlage vergrößerte sich der Weiher zu einem Teich, in dessen Mitte sich eine kleine Insel befand. Noch in der Mitte des 19. Jahrhunderts waren Burgweiher und Teich erhalten, sind heute jedoch vollständig verfüllt.
Das Urkataster Baesweilers aus dem Jahre 1813 zeigt noch einen zweiten Burgzugang mit Brücke im Osten der Anlage, der heute jedoch nicht mehr erhalten ist.
Bis 2002 wurde die Burg Baesweiler landwirtschaftlich genutzt, ehe sie in den Jahren 2005 und 2006 zu einem städtischen Kulturzentrum umgebaut wurde. Die dazu nötigen Arbeiten beinhalteten unter anderem den Abriss der nicht denkmalwerten Anbauten, die Entkernung der Wohnbereiche, der Scheune und der Stallungen, die Grundsanierung des Mauerwerks sowie das Anlegen zahlreicher Parkplätze und ein Begrünungskonzept. Die Eröffnung des Kulturzentrums fand im März 2006 statt. Dort gibt es auch eine Stadtbücherei.